# 椎葉犬
椎葉犬（しいばいぬ）は、宮崎県の椎葉村原産の絶滅した日本犬の一種である。

## 概要
村の人々が猪狩りに使用していた犬種で、細島で買われたものに由来する。猪狩りの際には武器を使わずイヌをイノシシにけしかけて噛み殺させるのだが、椎名犬は例え腸が飛び出ても敵を倒すまで勇敢に戦い抜いた。雌犬の方が優れているとされ、雌犬が行けば雄犬もそれを追ってイノシシと捕らえる。
鹿児島の犬との混血により小型化しており、地理的に外来文化の浸透も早かったことから明治時代の間に雑種化していった。
現在の椎葉村の猟犬は鹿狩りではビーグルが好まれる。一方で猪狩りにおいてはイノシシ相手でも果敢に向かって噛みつく勇敢さを持った、ビーグルと椎葉犬や日向犬などの雑種が好まれている。